# Sagina glabra
Sagina glabra là loài thực vật có hoa thuộc họ Cẩm chướng. Loài này được (Willd.) Fenzl miêu tả khoa học đầu tiên năm 1833.